# Breitenstein, Hạ Áo
Breitenstein am Semmering là một thị xã thuộc huyện Neunkirchen trong bang Niederösterreich.